# فرانسیس ان گانگا
فرانسیس ان گانگا (انگلیسی: Francis N'Ganga؛ زادهٔ ۱۶ ژوئن ۱۹۸۵) بازیکن فوتبال اهل جمهوری کنگو است.
از باشگاه‌هایی که در آن بازی کرده‌است می‌توان به باشگاه فوتبال رویال شارلوا اشاره کرد.
وی همچنین در تیم ملی فوتبال کنگو بازی کرده‌است.